# José de Zer
José de Zer (21 de febrero de 1941-2 de abril de 1997), nombre artístico de José Bernardo Kerzer, fue un periodista argentino. Redactor especial de la revista Gente en la década del setenta, también trabajó en el semanario Siete Días.

## Biografía
De chico, José Kerzer fue boletero de teatro, su papá era iluminador de teatro, y una tía actriz, que terminó radicada en los Estados Unidos, lo había criado. Kerzer no concluyó el bachillerato.
De origen judío, fue subteniente de reserva en la Guerra de los Seis Días, conflicto que enfrentó a Israel con sus vecinos árabes. Colaboró en pequeños periódicos y un amigo lo incorporó a revista Gente. Fumaba tres atados de cigarrillos Parliament, y bebía doce pocillos de café diarios. Cada vez que necesitaba correr a un entrevistado, terminaba jadeando con el corazón en una mano.
Un día, el periodista Horacio de Dios le dijo que modernizara su apellido. Él lo había hecho y le había resultado útil. Desde entonces, José Kerzer se rebautizó José de Zer.
Su primer trabajo como periodista fue colaborando para pequeños periódicos y más tarde en la revista Gente. Trabajando para esta revista sufrió un grave accidente de tránsito cuando viajaba a Comodoro Rivadavia y su auto, marca Torino ZX, volcó. Sufrió quebraduras en sus brazos y un desmayo. Como consecuencia de ese siniestro comenzó a temerle a la muerte e inició una adicción a las pastillas para los nervios.
A pedido de Horacio de Dios cambió su apellido, y lo modernizó mezclando las sílabas de "De Dios" y "Kerzer".
En la década del '70 tuvo un espacio radial llamado Generación Espontánea, que luego pasó a la televisión, en Canal 11 de Buenos Aires.
Es recordado por su participación en el noticiero Nuevediario (1984-1994) como movilero. Cubrió en el Cerro Uritorco, provincia de Córdoba, unos casos de ovnis dándole cierta espectacularidad a sus notas. En compañía del camarógrafo Carlos "Chango" Torres vivieron seis meses en el cerro, examinando cuevas, subiendo en mulas y filmando estrellas. Aquí fue donde popularizó la frase ¡Seguime, Chango seguime!. Estas notas atrajeron el turismo a la zona y había gente que creía ver extraterrestres.
Años más tarde se supo que las filmaciones eran trucadas y las luces que se vieron en los videos eran de linternas o de cigarrillos.
Falleció el 2 de abril de 1997, sufriendo la enfermedad de Parkinson y víctima de un cáncer de esófago.
Sus restos descansan en el Cementerio Israelita de La Tablada.

## Videos
- Reportaje de José de Zer para Nuevediario | en YouTube
- La casa del terror en La Plata - Año 1987 | en YouTube

## Publicaciones
- Cicco, Emilio Fernández (2002). «José de Zer: El periodista bizarro». Noticias (1320).